# Марр (Шотландия)

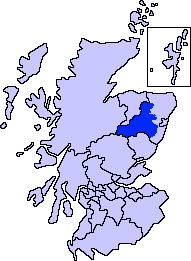
Положение Марр на карте Шотландии.

Марр (англ. Marr) — один из 6 исторических регионов шотландской области Абердиншир.

## География
Исторический регион Марр находится в северо-восточной части Шотландии и протянулся через верхние течения рек Ди и Дон. На северо-западе Марр граничит с Грампианскими горами, на востоке — выходит к побережью Северного моря. Численность населения Марра составляет 34.495 человек (на 2005 год), площадь дистрикта равна 1.942 км², что составляет 47 % от общей площади Абердиншира. В то же время плотность населения здесь — 12 чел./км², что делает его наименее населённым регионом области. Среди городов Марра следует назвать Бэнчори, Хантли, Эбойн и Элфорд.
На западе Марра расположен национальный парк Кэйргормс.

## Экономика
Жители региона традиционно заняты в сельском хозяйстве (преимущественно в разведении крупного рогатого скота) и в лесном хозяйстве. Экономика этого региона, как и всей Шотландии, включает в себя несколько ключевых секторов:
1. Сельское хозяйство: Марр известен своей сельскохозяйственной деятельностью, включая животноводство и растениеводство, а также лесное хозяйство.
2. Туризм: Туристическая индустрия также играет важную роль, привлекая посетителей своей природной красотой и историческими местами.
3. Малый бизнес: Местные предприятия, такие как рестораны, отели и ремесленные мастерские, вносят свой вклад в экономику региона.

## История и достопримечательности
В Средние века дистрикт Марр (в прошлом называвшийся Мар) находился под властью местной аристократии — мормэров Мара. С XII века здесь правят графы Мар. В 1889 году регион Марр был административно соединён с Абердином.
В долине реки Ди расположены средневековые замки, среди которых наиболее известным является Балморал, летняя резиденция английской королевы Елизаветы II.

## Галерея

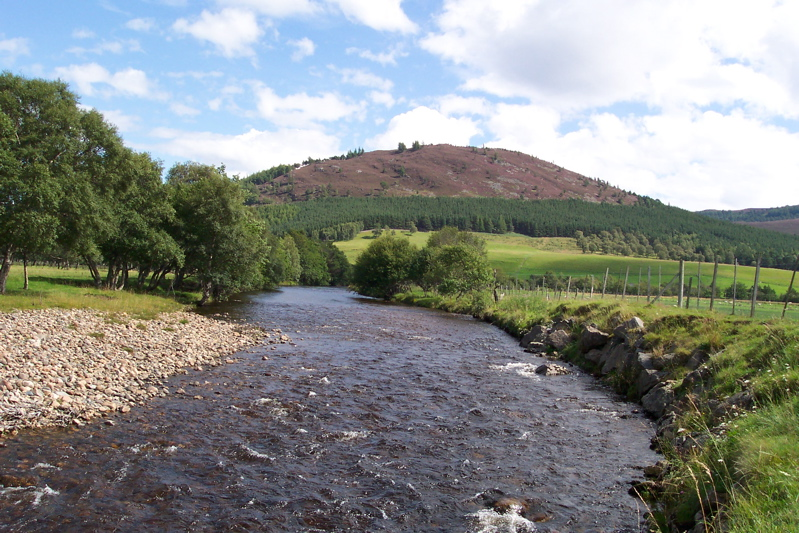
Река Ди
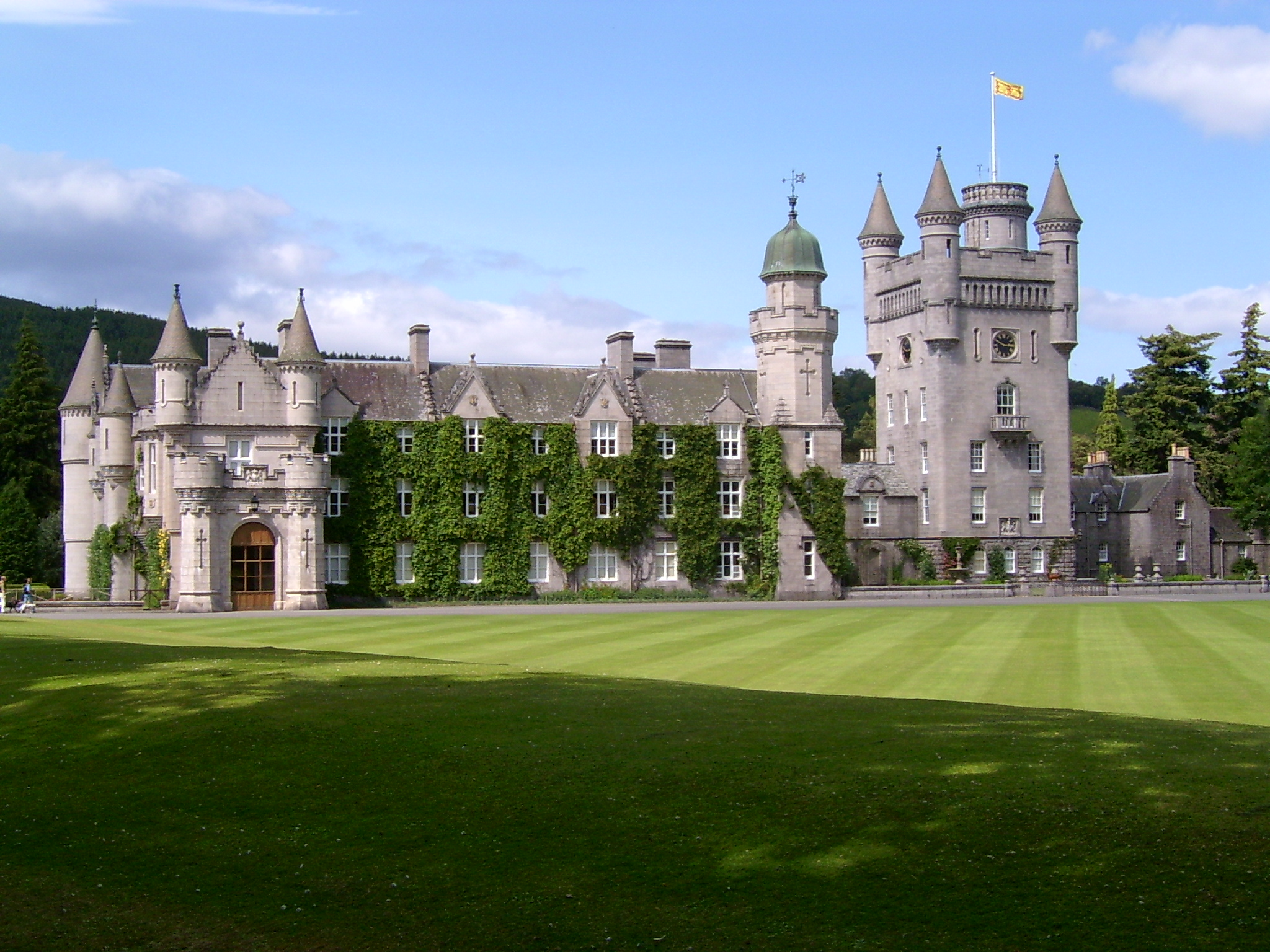
Замок Балморал